# Blood Stained Love Story
Blood Stained Love Story es el quinto álbum de estudio de la banda estadounidense Saliva. Fue lanzado el 23 de enero de 2007. Este es su primer álbum con el guitarrista Jonathan Montoya tras la salida de Chris D'abaldo. La canción "Ladies and Gentlemen" fue el tema oficial de la WWE WrestleMania 23. También ha aparecido en muchas otras transmisiones de eventos deportivos. La canción "King Of The Stereo" fue modificado y presentado como el tema musical de ESPN Varsity Inc, bajo el nombre de "King Of The Stadium" con letra apropiada editados. El título original para el álbum sería The Rise & Fall Of The Glorified Kingdom.
El álbum debutó en el Billboard 200 en el número 19, vendiendo 31 000 copias en su primera semana.

## Lista de canciones
| N.º | Título                     | Duración |  |
| 1.  | «Ladies and Gentlemen»     | 3:37     |  |
| 2.  | «Broken Sunday»            | 3:53     |  |
| 3.  | «Never Gonna Change»       | 4:09     |  |
| 4.  | «King of the Stereo»       | 3:42     |  |
| 5.  | «One More Chance»          | 3:55     |  |
| 6.  | «Going Under»              | 3:56     |  |
| 7.  | «Twister»                  | 3:18     |  |
| 8.  | «Black Sheep» (con John 5) | 5:23     |  |
| 9.  | «Starting Over»            | 3:59     |  |
| 10. | «Here with You»            | 4:06     |  |

Bonus tracks
| N.º | Título            | Duración |  |
| 1.  | «Is It You»       | 3:43     |  |
| 2.  | «Write Your Name» | 3:28     |  |

## Posicionamiento en lista
Álbum
| Año  | Lista             | Posición |
| ---- | ----------------- | -------- |
| 2007 | The Billboard 200 | 19       |

Sencillos
| Año  | Sencillo               | Lista                  | Posición |
| ---- | ---------------------- | ---------------------- | -------- |
| 2007 | "Ladies and Gentlemen" | Pop 100                | 96       |
| 2007 | "Ladies and Gentlemen" | Bubbling Under Hot 100 | 1        |
| 2007 | "Ladies and Gentlemen" | Mainstream Rock Tracks | 2        |
| 2007 | "Ladies and Gentlemen" | Modern Rock Tracks     | 25       |
| 2007 | "Broken Sunday"        | Mainstream Rock Tracks | 8        |
| 2007 | "King of the Stereo"   | Mainstream Rock Tracks | 24       |